# Carex argentina
Espèce
Classification phylogénétique
Carex argentina est une espèce de plantes du genre Carex et de la famille des Cyperaceae.